# Tom Cavanagh

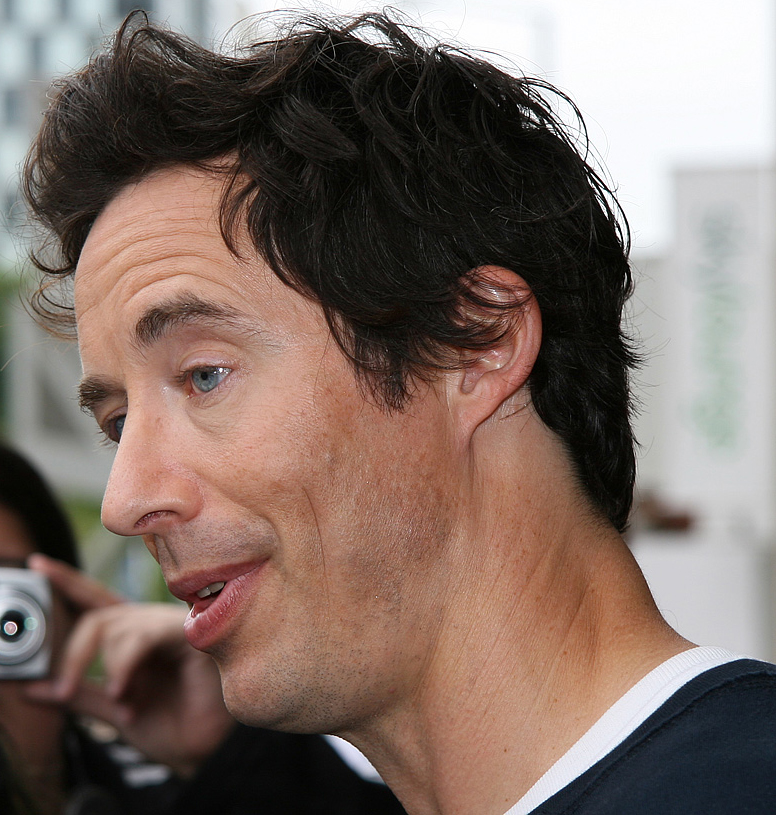
Cavanagh en el Festival Internacional de Cine de Toronto de 2008.

Thomas Cavanagh (Ottawa; 26 de octubre de 1963) es un actor, productor y compositor canadiense. Ha participado en la serie Scrubs y coprotagonizado la película Los líos de Gray. Es conocido por su interpretación del Dr. Harrison Wells y del malvado Flash Reverso en la serie The Flash.

## Biografía
Cavanagh nació en Ottawa, Ontario. Es descendiente de irlandeses y proviene de una familia con larga tradición católica. Cavanagh se mudó con su familia a Winneba, una pequeña ciudad en Ghana, cuando tenía siete años. En su adolescencia, la familia se mudó a Lennoxville (Quebec) donde empezó la escuela secundaria. Presidió el Seminaire de Sherbrooke, en el cual estudió el idioma francés y jugó básquet para los Barons. Tiempo después estudió en el Champlain College en Lennoxville en el nivel CEGEP. 
Cavanagh es bilingüe, pudiendo hablar fluidamente francés e inglés. Mientras estaba en la Universidad de Queen en Kingston, Ontario, se interesó en el teatro, la música y jugó hockey sobre hielo y en algunas oportunidades, básquet. Se graduó con distinción en inglés y biología.

## Filmografía

### Películas
| Año  | Título                                           | Rol                          | Notas                    |
| ---- | ------------------------------------------------ | ---------------------------- | ------------------------ |
| 1989 | Who Shot Patakango?                              | Comisario de policía         |                          |
| 1991 | White Light                                      | Secretario de Ella           |                          |
| 1993 | 1994 Baker Street: Sherlock Holmes Returns       | Rookie Cop                   | Telefilme                |
| 1993 | Other Women's Children                           | Marco                        | Telefilme                |
| 1995 | Dangereuse intention (Maltratada)                | Ron                          |                          |
| 1995 | A Vow To Kill                                    | Andy Neiman                  | Telefilme                |
| 1995 | Magic in the Water                               | Simón, paciente #1           |                          |
| 1996 | La máscara de la muerte                          | Joey                         |                          |
| 1996 | Midnight Heat                                    | Browlan                      |                          |
| 1996 | Bloodhounds II (Pista mortal 2)                  | Levesh                       | Telefilme                |
| 1996 | Profile for Murder                               | Tim Jonas                    |                          |
| 1997 | Northern Lights                                  | Frank                        | Telefilme                |
| 1997 | Honeymoon                                        | Jaimie                       |                          |
| 1998 | The 900 Lives of Jackie Frye                     | Jackie Frye                  | Telefilme                |
| 1998 | Twisteeria                                       |                              | Telefilme                |
| 1999 | Something More                                   | Harry                        |                          |
| 1999 | Anya's Bell                                      | Patrick Birmingham           | Telefilme                |
| 2002 | Bang Bang You're Dead                            | Val Duncan                   | Telefilme                |
| 2003 | Face for Radio                                   |                              | Cortometraje, compositor |
| 2004 | Heart of the Storm (En el corazón del miedo)     | Simpson                      |                          |
| 2004 | Once Upon a Time in New York                     |                              | Compositor y productor   |
| 2004 | Snow                                             | Nick Snowden                 |                          |
| 2005 | Alchemy                                          | Mal Downey                   |                          |
| 2006 | How to Eat Fried Worms                           | Papá                         |                          |
| 2006 | Two Weeks                                        | Barry Bergman                |                          |
| 2006 | Gray Matters                                     | Sam Baldwin                  |                          |
| 2006 | My Ex Life                                       | Nick                         | Telefilme                |
| 2007 | Sublime                                          | George Grieves               |                          |
| 2007 | The Cake Eaters                                  | Lloyd                        | Telefilme                |
| 2007 | Breakfast with Scot                              | Ric McNally                  |                          |
| 2008 | Snow 2: Brain Freeze                             | Nick Snowden                 | Telefilme                |
| 2009 | Christmas Dreams                                 | Slim                         | Telefilme                |
| 2010 | El Oso Yogi                                      | Roger Smith/El Guardabosques |                          |
| 2010 | Edgar Floats                                     | Edgar Floats                 | Telefilme                |
| 2011 | Trading Christmas (Una oportunidad para el amor) | Charles Johnson              | Telefilme                |
| 2012 | A Killer Among Us                                | Nick Carleton                | Telefilme                |
| 2014 | The Games Maker                                  | Sr. Drago                    | Posproducción            |
| 2014 | The Birder                                       | Ron Spencer                  | Posproducción            |
| 2014 | Lucky Duck                                       | Snap                         | Telefilme                |
| 2015 | 400 Days                                         | Zell                         |                          |

### Series
| Año         | Título                                | Roless                                                  | Notas                           |
| ----------- | ------------------------------------- | ------------------------------------------------------- | ------------------------------- |
| 1992        | Secret Service                        | Charlie                                                 | Temporada 1, episodio 11        |
| 1993        | Beyond Reality                        | Inner Ear                                               |                                 |
| 1994        | Street Legal                          | Dr. Peter Shenfield                                     | Temporada 8, episodio 13        |
| 1995        | Hawkeye                               | Corporal Charles Sykes                                  | Temporada 1, episodio 21        |
| 1995        | Jake and the Kid                      |                                                         |                                 |
| 1995        | Madison                               | Jesús                                                   | Temporada 3, episodio 6         |
| 1995 — 1999 | The Outer Limits                      | Carl Toman/Vance Riodut                                 | Dos episodios en años distintos |
| 1997        | The Sentinel                          |                                                         | Temporada 2, episodio 19        |
| 1998        | Viper                                 | Charles Bennet                                          | Temporada 2, episodio 17        |
| 1998        | Cold Squad                            | Spencer Taggart                                         | Temporada 1, episodio 5         |
| 1998        | Eyes of a Cowboy                      | Lonesome Cooper                                         |                                 |
| 1999        | Mentors                               | Lewis Carroll                                           | Temporada 1, episodio 4         |
| 1999        | Oh, Grow Up (A ver si maduras)        | Bruce                                                   | Temporada 1, episodio 3         |
| 1999 — 2000 | Providence                            | Doug Boyce                                              | Personaje recurrente            |
| 2000        | Sports Night                          | Howard                                                  | Temporada 2, episodio 10        |
| 2000 — 2004 | Ed                                    | Ed Stevens                                              | Protagonista                    |
| 2002 — 2009 | Scrubs                                | Dan Dorian                                              | Personaje recurrente            |
| 2004        | Jack & Bobby                          | Jimmy McCallister                                       | Personaje recurrente            |
| 2006        | Love Monkey                           | Tom Farrell                                             | Protagonista                    |
| 2008        | The Capture of the Green River Killer | Dave Reichert                                           | Miniserie de dos episodios      |
| 2008 — 2009 | Eli Stone                             | Jeremy Stone                                            | Personaje recurrente            |
| 2009        | Trust Me                              | Conner                                                  | Elenco principal                |
| 2011 — 2012 | Royal Pains                           | Jack O'Malley                                           | Personaje recurrente            |
| 2013        | The Goldbergs                         | Charles Kremp                                           | Temporada 1, episodio 8         |
| 2013        | Blue Bloods (Familia de policías)     | Mickey                                                  | Temporada 4, episodio 11        |
| 2014        | The Following                         | Pastor Kingston Tanner                                  | Temporada 2, episodios 11 al 13 |
| 2014-2023   | The Flash                             | Harrison Wells / Eobard Thawne / Reverse Flash          | Elenco principal                |
| 2016        | Van Helsing                           | Mica                                                    | Temporada 1, episodio 10        |
| 2017-2019   | Supergirl                             | Harrison Wells / Eobard Thawne / Reverse Flash / Pariah | Tres episodios                  |
| 2017-2018   | Arrow                                 | Harrison Wells / Eobard Thawne / Reverse Flash          | Dos episodios                   |
| 2017-2020   | DC's Legends of Tomorrow              | Harrison Wells / Eobard Thawne / Reverse Flash          | Dos episodios                   |
| 2019        | Batwoman                              | Harrison Wells / Pariah                                 | Cameo sin acreditar             |
| 2023        | Hey Yahoo (Game Show)                 | Huésped                                                 | Game Show                       |
| 2024        | Superman & Lois                       | Gordon Godfrey                                          | Episodio: "Sharp Dressed Man"   |